# Nicolae Dabija
Nicolae Dabija (ur. 13 lub 18 kwietnia 1907 w Gałaczu, zm. pod koniec 1949) – rumuński wojskowy, działacz antykomunistyczny w latach powojennych.
Uczył się w liceum „Vasile Alecsandri” w Gałaczu, ale był zmuszony przerwać naukę z powodu kłopoów materialnych rodziców. Zatrudnił się jako pracownik w banku. W 1926 roku wstąpił do armii. Służył w 13 Pułku Piechoty w Jassach. W roku 1927 ukończył miejscowe liceum wojskowe, zaś w 1929 szkołę piechoty w Sybinie.
Od 15 października 1941 roku w stopniu kapitana uczestniczył w walkach na froncie wschodnim w składzie 38 Pułku Piechoty. Brał udział w latach 1942–1943 w kampaniach wojskowych na Krymie i północnym Kaukazie. Został odznaczony Orderem „Mihai Viteazul” 3 klasy oraz Krzyżem Żelaznym 1 i 2 klasy. Był dowódcą grupy dywersyjnej złożonej z 7 żołnierzy, która co kilka dni przekraczała sowieckie linie obronne. Czasami jego grupa powracała z jeńcami.
Od jesieni 1943 do wiosny 1944 roku brał udział w walkach obronnych na Krymie, podczas których był dwukrotnie ranny. Odesłano go na leczenie do Rumunii. 1 grudnia 1944 roku powrócił do służby wojskowej w 4., a następnie 10 Pułku Straży Granicznej. Dekretem królewskim 4 czerwca 1945 roku odznaczono go ponownie Orderem „Mihai Viteazul” 3 klasy z mieczami. Został awansowany do stopnia majora. W 1946 roku dostał przydział 5 ha ziemi w okolicach Aradu. Jednakże Sowieci rozpoczęli jego poszukiwania z powodu działalności wojskowej na froncie wschodnim. Był zmuszony ukrywać się.
W lutym 1948 roku nawiązał kontakt z braćmi Macovei, którzy od roku 1946 prowadzili działalność antykomunistyczną. Powołali oni wspólnie organizację pod nazwą Front Obrony Narodowej – Korpus Hajduków (Frontul Apararii Nationale – Corpul de Haiduci). W dokumentach organów bezpieczeństwa występuje ona też jako Front Obrony Ojczyzny Rumunii (Frontul Apararii Patriei Romane). Podjęto wówczas decyzję o rozpoczęciu walki zbrojnej z reżimem komunistycznym. Grupa działała w rejonie Turdy w Górach Zachodniorumuńskich. Początkowo kolportowano ulotki antykomunistyczne, opracowywane przez mjr. N. Dabiję.
19 grudnia 1948 roku spotkał się z braćmi Macovei w celu uzgodnienia wspólnych akcji zbrojnych. 22 grudnia napadli na budynek władz lokalnych w miasteczku Teiuș, zdobywając broń, amunicję, maszynę do pisania i powielacz oraz 310 tys. lei. W 1949 roku mjr N. Dabija zamierzał zjednoczyć pod swoim dowództwem wszystkie oddziały zbrojne, operujące w Górach Zachodniorumuńskich. Latem planowano podjęcie zdecydowanych akcji zbrojnych przeciwko miejscowym komunistom. W tym czasie Front Obrony Narodowej – Korpus Hajduków liczył zaledwie 24 członków. Podjęto próby nawiązania kontaktów z placówkami dyplomatycznymi obcych państw w Bukareszcie.
Majorowi Dabiji udało się uzyskać audiencję u tureckiego konsula pod pozorem uzyskania wizy. Przedstawił się jako komendant główny organizacji antykomunistycznej i poprosił o przekazanie tej informacji Amerykanom. Pomimo początkowej zgody ostateczna odpowiedź była negatywna. Następnie spotkał się z gen. Dumitru Petrescu, b. attaché wojskowym w Waszyngtonie, który zgodził się przekazać Amerykanom informacje o jego organizacji.
W tym czasie Securitate wzmogła wysiłki, aby wykryć członków organizacji. Na początku marca 1949 roku wykryła miejsce schronienia partyzantów, po czym zaatakowała ich. Części partyzantom na czele z mjr. Dabiją i jednym z braci Macovei udało się przebić przez okrążenie i wycofać do Valea Filii.
Podczas ukrywania się we wsi Garbe Dabija został 23 marca schwytany przez mieszkańców, związany i przekazany milicjantom, którzy zawieźli go do miasta Turda, przekazując Securitate. Przewieziony do Bukaresztu po brutalnym śledztwie został 4 października skazany na karę śmierci i rozstrzelany.